# Associazione Calcio Lanerossi Vicenza 1955-1956
Questa voce raccoglie le informazioni riguardanti l'Associazione Calcio Lanerossi Vicenza nelle competizioni ufficiali della stagione 1955-1956.

## Stagione
La neopromossa squadra berica, che nella prima parte della stagione seppe inaspettatamente affacciarsi persino ai piani alti della classifica, chiuse poi il campionato di Serie A al 13º posto, non prima di esser passata il 12 aprile 1956 attraverso l'avvicendamento tecnico tra il magiaro Béla Guttman e il tandem italiano formato da Piero Andreoli e Umberto Menti.

## Rosa
| N. |                   | Ruolo | Calciatore         |
| -- | ----------------- | ----- | ------------------ |
|    | Italia (bandiera) | P     | Lucidio Sentimenti |
|    | Italia (bandiera) | P     | Franco Luison      |
|    | Italia (bandiera) | D     | Remo Lancioni      |
|    | Italia (bandiera) | D     | Mirko Pavinato     |
|    | Italia (bandiera) | D     | Gino Giaroli       |
|    | Italia (bandiera) | D     | Sergio Manente     |
|    | Italia (bandiera) | D     | Giulio Savoini     |
|    | Italia (bandiera) | C     | Mario David        |
|    | Italia (bandiera) | C     | Renato Miglioli    |
|    | Italia (bandiera) | C     | Azeglio Vicini     |

| N. |                    | Ruolo | Calciatore           |
| -- | ------------------ | ----- | -------------------- |
|    | Italia (bandiera)  | C     | Emilio Bonci         |
|    | Italia (bandiera)  | C     | Giobatta Zoppelletto |
|    | Italia (bandiera)  | A     | Enrico Motta         |
|    | Brasile (bandiera) | A     | Américo Murolo       |
|    | Italia (bandiera)  | A     | Sergio Campana       |
|    | Italia (bandiera)  | A     | Luigi Menti          |
|    | Italia (bandiera)  | A     | Enore Boscolo        |
|    | Romania (bandiera) | A     | Norbert Hofling      |
|    | Italia (bandiera)  | A     | Nereo Manzardo       |
|    | Italia (bandiera)  | A     | Walter Guerra        |

## Risultati

### Serie A

#### Girone di andata
| Roma 18 settembre 1955 1ª giornata | Roma | 4 – 1 referto | Lanerossi Vicenza |  |

| Vicenza 25 settembre 1955 2ª giornata | Lanerossi Vicenza | 0 – 2 referto | Inter |  |

| Genova 2 ottobre 1955 3ª giornata | Sampdoria | 1 – 3 referto | Lanerossi Vicenza |  |

| Vicenza 9 ottobre 1955 4ª giornata | Lanerossi Vicenza | 0 – 0 referto | Padova |  |

| Torino 16 ottobre 1955 5ª giornata | Torino | 0 – 0 referto | Lanerossi Vicenza |  |

| Roma 23 ottobre 1955 6ª giornata | Lazio | 1 – 3 referto | Lanerossi Vicenza |  |

| Vicenza 30 ottobre 1955 7ª giornata | Lanerossi Vicenza | 1 – 1 referto | Fiorentina |  |

| Vicenza 6 novembre 1955 8ª giornata | Lanerossi Vicenza | 0 – 0 referto | Novara |  |

| Milano 13 novembre 1955 9ª giornata | Milan | 0 – 0 referto | Lanerossi Vicenza |  |

| Vicenza 20 novembre 1955 10ª giornata | Lanerossi Vicenza | 2 – 1 referto | Genoa |  |

| Vicenza 8 dicembre 1955 11ª giornata | Lanerossi Vicenza | 2 – 0 referto | SPAL |  |

| Busto Arsizio 25 dicembre 1955 12ª giornata | Pro Patria | 0 – 1 referto | Lanerossi Vicenza |  |

| Vicenza 1 gennaio 1956 13ª giornata | Lanerossi Vicenza | 2 – 3 referto | Bologna |  |

| Bergamo 8 gennaio 1956 14ª giornata | Atalanta | 3 – 0 referto | Lanerossi Vicenza |  |

| Vicenza 15 gennaio 1956 15ª giornata | Lanerossi Vicenza | 0 – 0 referto | Napoli |  |

| Torino 22 gennaio 1956 16ª giornata | Juventus | 0 – 0 referto | Lanerossi Vicenza |  |

| Vicenza 29 gennaio 1956 17ª giornata | Lanerossi Vicenza | 1 – 1 referto | Triestina |  |

#### Girone di ritorno
| Vicenza 12 febbraio 1956 18ª giornata | Lanerossi Vicenza | 2 – 0 referto | Roma |  |

| Milano 29 febbraio 1956 19ª giornata | Inter | 1 – 0 referto | Lanerossi Vicenza |  |

| Vicenza 26 febbraio 1956 20ª giornata | Lanerossi Vicenza | 0 – 0 referto | Sampdoria |  |

| Padova 4 marzo 1956 21ª giornata | Padova | 3 – 1 referto | Lanerossi Vicenza |  |

| Vicenza 11 marzo 1956 22ª giornata | Lanerossi Vicenza | 1 – 0 referto | Torino |  |

| Vicenza 18 marzo 1956 23ª giornata | Lanerossi Vicenza | 0 – 1 referto | Lazio |  |

| Firenze 25 marzo 1956 24ª giornata | Fiorentina | 2 – 0 referto | Lanerossi Vicenza |  |

| Novara 1 aprile 1956 25ª giornata | Novara | 2 – 0 referto | Lanerossi Vicenza |  |

| Vicenza 8 aprile 1956 26ª giornata | Lanerossi Vicenza | 1 – 3 referto | Milan |  |

| Genova 15 aprile 1956 27ª giornata | Genoa | 2 – 2 referto | Lanerossi Vicenza |  |

| Ferrara 29 aprile 1956 28ª giornata | SPAL | 5 – 0 referto | Lanerossi Vicenza |  |

| Vicenza 6 maggio 1956 29ª giornata | Lanerossi Vicenza | 1 – 1 referto | Pro Patria |  |

| Bologna 10 maggio 1956 30ª giornata | Bologna | 1 – 1 referto | Lanerossi Vicenza |  |

| Vicenza 13 maggio 1956 31ª giornata | Lanerossi Vicenza | 1 – 0 referto | Atalanta |  |

| Napoli 20 maggio 1956 32ª giornata | Napoli | 0 – 0 referto | Lanerossi Vicenza |  |

| Vicenza 27 maggio 1956 33ª giornata | Lanerossi Vicenza | 3 – 2 referto | Juventus |  |

| Trieste 3 giugno 1956 34ª giornata | Triestina | 0 – 2 referto | Lanerossi Vicenza |  |

## Statistiche

### Statistiche di squadra
| Competizione | Punti | In casa | In casa | In casa | In casa | In casa | In casa | In trasferta | In trasferta | In trasferta | In trasferta | In trasferta | In trasferta | Totale | Totale | Totale | Totale | Totale | Totale | DR |
| Competizione | Punti | G       | V       | N       | P       | Gf      | Gs      | G            | V            | N            | P            | Gf           | Gs           | G      | V      | N      | P      | Gf     | Gs     | DR |
| ------------ | ----- | ------- | ------- | ------- | ------- | ------- | ------- | ------------ | ------------ | ------------ | ------------ | ------------ | ------------ | ------ | ------ | ------ | ------ | ------ | ------ | -- |
| Serie A      | 33    | 17      | 6       | 7       | 4       | 17      | 15      | 17           | 4            | 6            | 7            | 14           | 25           | 34     | 10     | 13     | 11     | 31     | 40     | -9 |

### Statistiche dei giocatori
| Giocatore      | Serie A  | Serie A |
| Giocatore      | Presenze | Reti    |
| -------------- | -------- | ------- |
| E. Bonci       | 17       | 0       |
| E. Boscolo     | 11       | 4       |
| S. Campana     | 24       | 3       |
| M. David       | 28       | 1       |
| G. Giaroli     | 30       | 0       |
| W. Guerra      | 1        | 0       |
| N. Hofling     | 9        | 1       |
| R. Lancioni    | 32       | 0       |
| F. Luison      | 10       | -13     |
| S. Manente     | 25       | 4       |
| N. Manzardo    | 3        | 0       |
| L. Menti       | 14       | 0       |
| R. Miglioli    | 26       | 3       |
| E. Motta       | 30       | 3       |
| A. Murolo      | 25       | 10      |
| M. Pavinato    | 31       | 0       |
| G. Savoini     | 7        | 2       |
| L. Sentimenti  | 24       | -27     |
| A. Vicini      | 25       | 0       |
| G. Zoppelletto | 2        | 0       |